# Соха
Соха или сова (старословенска ријеч), идол код старих Словена. То је и данашње чешко име за идола. Првобитно се њиме називала грана што упућује на претпоставку да се од фетиш а развио идол.

## Соха код старих Срба
Идоле су имали и стари Срби. Називали су их сохом. Хришћанство се разрачунавало са свим елементима паганског вјеровања и код Срба, па тако и са идолима. Ипак су остали у траговима у извјесном броју топонима Соха, као и у дериватима тог топонима. Једна претпоставка, која је врло вјероватна, упућује на закључак да су називи Соха, као и други са сродним улогама, замјењени називом Крст, Крстац, Крсташ. Ова промјена у нову терминологију усвојену Хришћанством је такође била у функцији да потисне многобоштво.
По Бањској повељи, писаној око 1316. године, граница манастирског земљишта водила је од Ибра, код данашњег села Сочанице ниже Митровице: „На Узриничу у Соху, па страном у Кукно.“ Соха су топоними: данашње брдо Со- Соха, Соа, Со . Споменута је у Девичком катастиху у другој половини осамнаестог вијека по којој је названо село Сочаница на Ибру; Соха је и крај села Пријаковића, а Сочани су село код Фоче; Сохе (Соје) су и дио Дурмитора, источно од Шкрка; Соха је и једно село у Сочаници код Прибоја на Лиму, друго код Вршца у Банату, треће код Двора на Уни у Босни, а Велика и Мала Сочаница су села код Дервенте такође у Босни; Сочаница је и село код Доње Праче такође у Босни... Било их је које су и израз лошег демона... .

## Значај Сохе у настанку крста
Ни српски народни крст није настао случајно. Он је израз општег народног вјеровања у антропоидно божанство, које се представљало сохом (идолом) са раширеним рукама. То је прелаз од фигуре антропоидне сохе ка конкретном крсту. Соха је један од мотива из којега је настао крст. Крст је апстрахована Соха.